# Maspelt

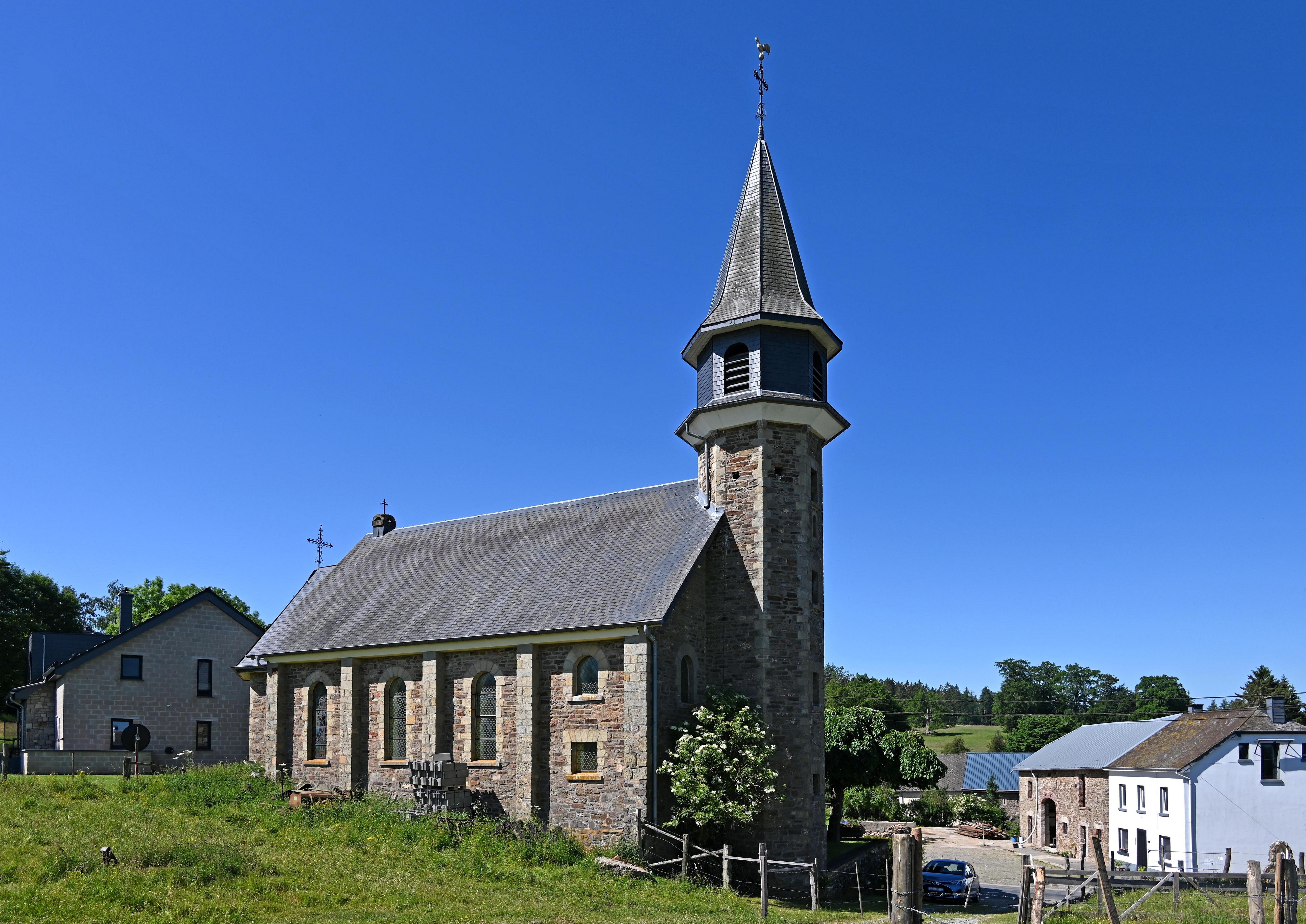
Maspelt, Kirche

Maspelt ist ein in der belgischen Eifel gelegenes Dorf mit 96 Einwohnern, das zur Gemeinde Burg-Reuland in der Deutschsprachigen Gemeinschaft gehört.

## Beschreibung
Maspelt liegt oberhalb des Ourtals auf über 500 m Höhe. Erstmals im Jahre 1495 erwähnt und gehörte zum Hof Thommen. Der Zehnt stand dem Herrn von Reuland zu. Eine 1736 errichtete Kapelle, wurde 1930 durch einen neuen Kirchenbau mit oktogonalem Turm, des regional tätigen Architekten Henri Cunibert ersetzt. Der aus dem 18. Jahrhundert stammende Hochaltar wurde übernommen.
Maspelt wurde bei der Gemeindefusion von 1977, als Teil der damaligen Gemeinde Thommen in die Gemeinde Burg-Reuland eingemeindet.
Maspelt war 1977 Drehort des Films Winterspelt 1944 des Regisseurs Eberhard Fechner nach dem Roman von Alfred Andersch. Der Film mit Claus Theo Gärtner und Olli Maier wurde zum großen Teil in Ostbelgien gedreht, weil dort in den 1970er Jahren viele Orte noch in einem der Kriegszeit entsprechenden Zustand waren.